# المدرسة البريطانية (قطر)
المدرسة البريطانية الدوحة هي مدرسة دولية مختلطة في منطقة عين خالد في الدوحة في دولة قطر. أنشئت في سبتمبر 1997 وتضم الطلبة من الروضة إلى الصف 13.
تم إعادة تسمية مدرسة مونتيسوري والمدرسة البريطانية إلى المدرسة البريطانية الدوحة في ربيع 2011 خلال العام الدراسي 2010-2011. تقدم المدرسة المنهاج الوطني لإنجلترا في جميع أنحاء المدارس الإبتدائية والثانوية مما يتيح للطلاب الفرصة لاستكمال المؤهلات الدولية لشهادة الثانوية العامة خلال السنوات 10 و 11.
تقدم المدرسة البريطانية الدوحة كل من برنامج دبلوم البكالوريا الدولية المرموقة والمستوى الوطني المتقدم للصفين 12 و13 في الشكل السادس. أصبحت المدرسة البريطانية الدوحة مدرسة دولية في مارس 2010 وتقدم الدبلوما الوطنية لطلابها. في سبتمبر 2015 تم تقديم جائزة المستوى المتقدم كخيار آخر للطلاب.
تم افتتاح حرم مدرسي جديد للمدرسة البريطانية في الوكرة ويضم طلبة رياض الأطفال حتى سن السابعة اعتبارا من العام الدراسي 2017-18.